# Parti congolais pour la bonne gouvernance
Le Parti congolais pour la bonne gouvernance, en sigle « PCBG », est un parti politique de la République démocratique du Congo reconnu le 25 mai 2005 à Kinshasa.